# Jasper (Texas)
Jasper és una població del comtat de Jasper a l'estat de Texas (Estats Units). Segons el cens del 2000 tenia 8.247 habitants.

## Demografia
Segons el cens del 2000, Jasper tenia 8.247 habitants, 2.888 habitatges, i 1.992 famílies. La densitat de població era de 307,9 habitants/km².
Dels 2.888 habitatges en un 34,4% hi vivien nens de menys de 18 anys, en un 44,7% hi vivien parelles casades, en un 20,3% dones solteres, i en un 31% no eren unitats familiars. En el 27,6% dels habitatges hi vivien persones soles el 12,6% de les quals corresponia a persones de 65 anys o més que vivien soles. El nombre mitjà de persones vivint en cada habitatge era de 2,58 i el nombre mitjà de persones que vivien en cada família era de 3,14.
Per edats la població es repartia de la següent manera: un 26,7% tenia menys de 18 anys, un 9,7% entre 18 i 24, un 28,1% entre 25 i 44, un 20,6% de 45 a 60 i un 14,9% 65 anys o més.
L'edat mediana era de 35 anys. Per cada 100 dones de 18 o més anys hi havia 96,5 homes.
La renda mediana per habitatge era de 24.671 $ i la renda mediana per família de 32.242 $. Els homes tenien una renda mediana de 28.432 $ mentre que les dones 17.266 $. La renda per capita de la població era de 12.997 $. Aproximadament el 23,3% de les famílies i el 28,4% de la població estaven per davall del llindar de pobresa.

## Poblacions més properes
El següent diagrama mostra les poblacions més properes.